# Oliver Liersch

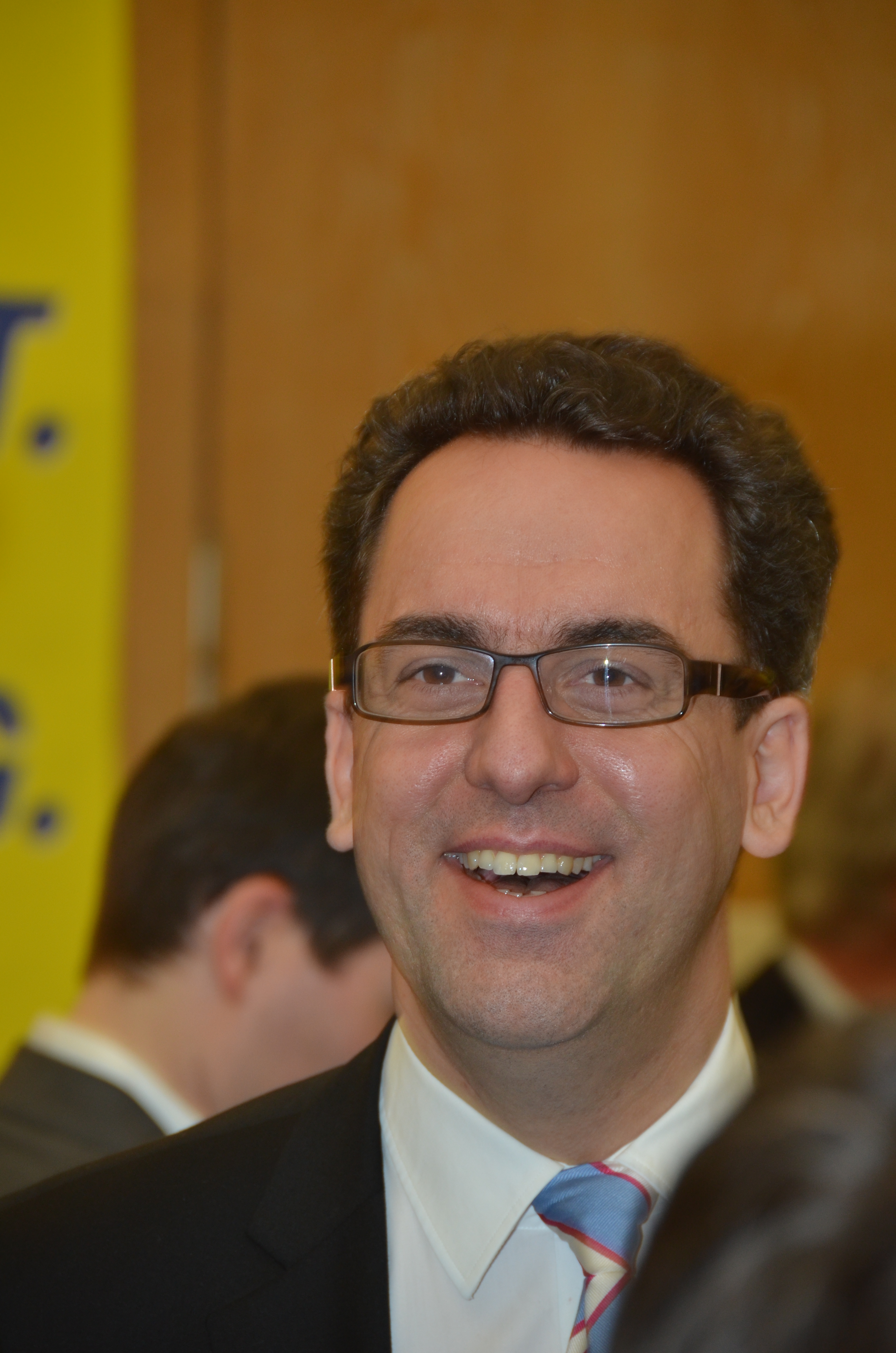
Oliver Liersch (2013)

Oliver Liersch (* 1974 in Salzgitter) ist ein deutscher Politiker (FDP). Von 2009 bis 2013 war er Staatssekretär des Niedersächsischen Ministeriums für Wirtschaft, Arbeit und Verkehr.
Liersch studierte Rechtswissenschaften an der Universität Hannover und wurde dort zum Dr. jur. promoviert. Nach seinem Referendariat arbeitete er von 2001 bis 2009 als Rechtsanwalt in der Kanzlei Schultze & Braun, seit 2002 als Leiter der Niederlassung Hannover dieser Kanzlei. Nachdem er bereits seit 2001 als Insolvenzverwalter tätig gewesen war, wurde er 2005 Fachanwalt für Insolvenzrecht.
Daneben war er Generalsekretär des FDP-Landesverbandes Niedersachsen.
Im Oktober 2009 wurde Oliver Liersch vom neuen Wirtschaftsminister Jörg Bode zum Staatssekretär seines Ministeriums berufen. Er folgte in diesem Amt Stefan Kapferer nach, der Staatssekretär des Bundesministeriums für Gesundheit geworden war. Nach der Landtagswahl 2013 kam es zum Regierungswechsel, und Liersch wurde durch die SPD-Politikerin Daniela Behrens ersetzt.
Liersch ließ sich daraufhin 2013 wieder als Rechtsanwalt zulassen und stieg in die hannoversche Kanzlei Brinkmann Weinkauf ein. 2023 wechselte er zur Restrukturierungsgesellschaft Pluta. 2025 wurde ihm das Bundesverdienstkreuz am Bande verliehen.